# Carles Sastre
Carles Sastre Benlliure (n. Hospitalet de Llobregat, 1955) es un sindicalista, de ideología independentista catalana, antiguo militante de las organizaciones terroristas  Exèrcit Popular Català (EPOCA) y Terra Lliure y actual líder del sindicato independentista catalán Intersindical CSC.
En su época de estudiante militó en el Front Nacional de Catalunya, y hacia 1973 ingresó en la organización terrorista Exèrcit Popular Català (EPOCA). El 1 de julio de 1977 fue detenido junto con Àlvar Valls Oliva, Montserrat Tarragó Domènech y Josep Lluís Pérez Pérez acusado de haber asesinado al empresario José María Bultó Marqués adosándole una bomba en el pecho. Después de pasar cinco meses en la Cárcel Modelo de Barcelona y en la cárcel de Segovia, se le aplicó la Ley de Amnistía en España de 1977 y fue liberado en noviembre de 1977. El ministro Rodolfo Martín Villa apeló e intentó mandarlos otra vez a prisión por el asesinato del exalcalde de Barcelona Joaquín Viola y su esposa Montserrat Tarragona el 25 de enero de 1978. Carles Sastre y sus compañeros huyeron a Francia y él se instaló en París. Desde la clandestinidad, Carles Sastre participó en la creación de la organización terrorista Terra Lliure cuando se disolvió EPOCA en 1980 y formó parte de su dirección ejecutiva.
El 19 de enero de 1985 fue detenido en Puigcerdà, por parte de miembros del grupo segundo de la Brigada Regional de Información de Barcelona, junto con Montserrat Tarragó Domènech y Jaume Fernàndez Calvet. El 30 de enero, los tres ingresaron en la Cárcel de Carabanchel. El 31 de octubre de 1985 fue condenado por la Audiencia Nacional a 48 años de prisión como coautor del asesinato de José María Bultó Marqués el 9 de mayo de 1977. En diciembre de 1986 fue absuelto por falta de pruebas del asesinato de Joaquín Viola y su esposa, a pesar de que, 8 años después, el hijo de Joaquín Viola los reconoció a él y a Dolors Tarragó como dos de las personas que entraron en su casa. En julio de 1987 fue condenado a 18 años de prisión por pertenencia a banda armada y tenencia de armas.
Después de pasar once años en las prisiones de  Carabanchel, Soria y Lérida, donde participó activamente en el colectivo de presos de Terra Lliure, fue liberado en 1996. Posteriormente, ha hecho tareas sindicales dentro de Intersindical CSC, donde fue responsable de la acción sindical y desde 2013 secretario general. En las Elecciones al Parlamento de Cataluña de 2012 formó parte de las listas de la CUP por la circunscripción de Lérida en un lugar simbólico.

## Obras
- Parla Terra Lliure (2009) - Edicions EL Jonc, ISBN 84-930587-3-4